# Barbarossahöhle
Die Barbarossahöhle ist eine von zwei zugänglichen Anhydrithöhlen auf der Welt und die einzige Anhydrit-Schauhöhle Westeuropas (Die andere ist die Kungurskaja-Eishöhle im russischen Kreis Perm im Westural). Sie ist eine Schlotte im Anhydrit (Ca-Sulfat-Mineral) im Kyffhäuser bei Rottleben (Thüringen). Die Höhle umfasst weite Hohlräume, Grotten und Seen. Der Anhydrit wandelt sich durch die Luftfeuchtigkeit in der Höhle oberflächlich zu Gips um und nimmt dabei an Volumen zu. Die so entstehenden Gipsschichten lösen sich allmählich vom Untergrund ab und hängen ähnlich wie abfallende Tapeten an den Decken und Wänden der unterirdischen Hohlräume. Sie werden als Gipslappen bezeichnet.:33 Die Lufttemperatur beträgt 10 °C, die Wassertemperatur 8,5 °C. Es besteht eine hydraulische Verbindung zum Arensbrunnen.

## Geschichte
Die Barbarossahöhle wurde am 20. Dezember 1865 beim Vortrieb eines Stollens für den Kupferschieferbergbau entdeckt und 1866 als Schauhöhle mit dem Namen Falkenburger Höhle ausgebaut und eröffnet. Bereits 1866 wurde sie in Barbarossahöhle umbenannt, als der Fürstlich Schwarzburg-Rudolstädtische Bergmeister zu Könitz Friedrich Herthum (1828–1882) diesen Namen auf dem von ihm gezeichneten Grubenriss verwendete. Ab 1868 fand der Name Barbarossahöhle Eingang in die Literatur, als Herthum die erste Publikation über die Höhle veröffentlichte.:17 Sie hat eine Grundfläche von etwa 15.000 m². Für Besucher interessant sind die durch den Gipsgehalt grün schimmernden unterirdischen Seen sowie der sogenannte Tisch und Stuhl von Barbarossa.

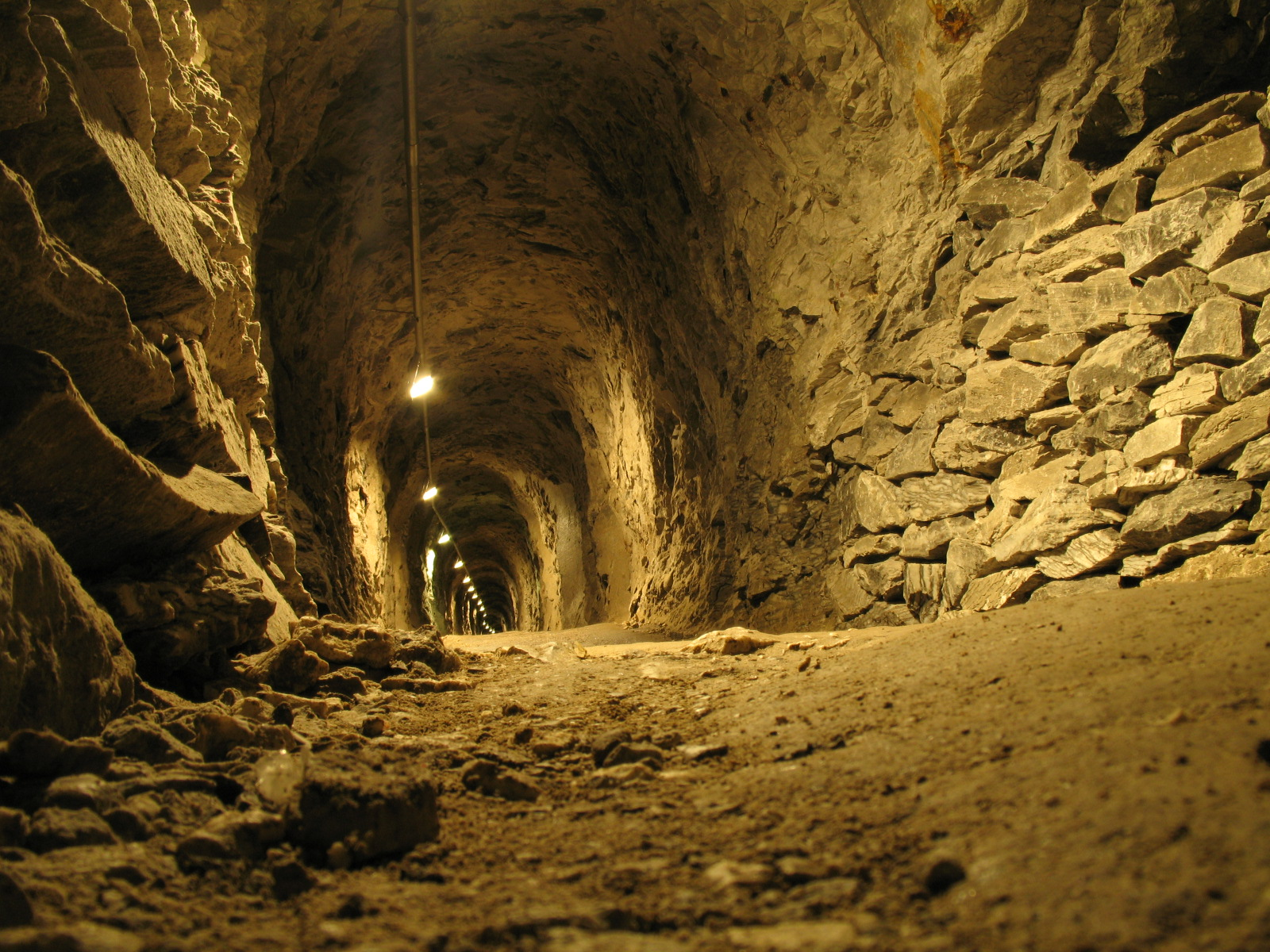
Stollen zur Höhle
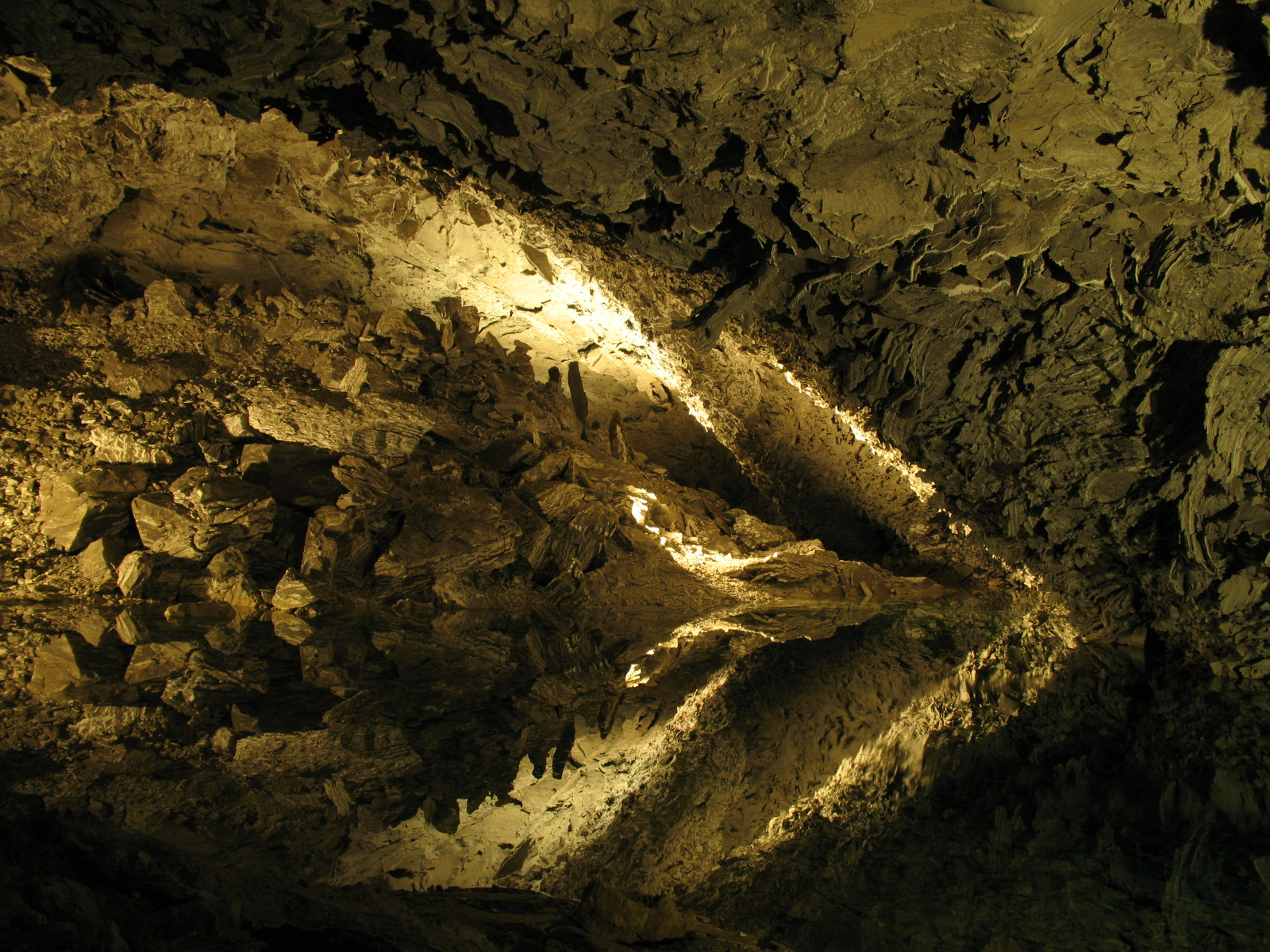
Von Gipslappen überhangene Wasserfläche
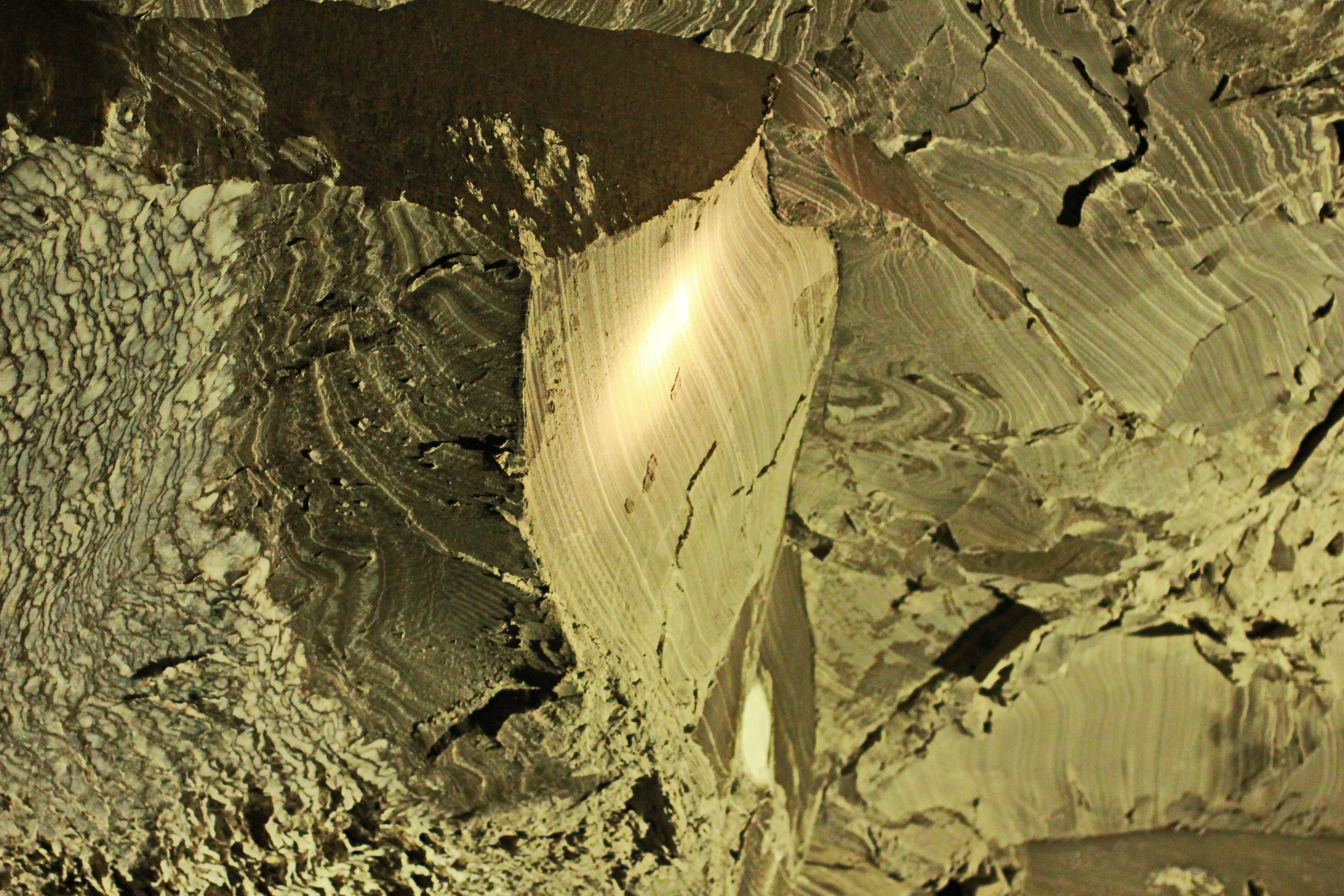
Gipslappen an der Decke

## Kyffhäusersage
Ihre Lage im Kyffhäusergebirge begründet ihre Verbindung zur Barbarossasage. Der Sage nach soll Kaiser Friedrich I. Barbarossa in einem unterirdischen Schloss solange schlafen, bis Deutschland geeint ist. Sein Bart wächst um einen runden Tisch. Bis jetzt reicht er zweimal herum, doch wenn er die dritte Runde beendet hat, beginnt das Ende der Welt oder Barbarossa wacht auf und beginnt seine Herrschaft erneut. Und es heißt, bis dahin werde kein guter Kaiser mehr kommen.

## Trivia
Das Brettspiel Barbarossa und die Rätselmeister greift die Sage um die Höhle als Spielthema auf.